# Nicole Brown Simpson
Nicole Brown Simpson (Francoforte sul Meno, 19 maggio 1959 – Los Angeles, 12 giugno 1994) è stata la moglie del giocatore di football americano professionista O. J. Simpson.
È stata uccisa nella sua casa di Brentwood, Los Angeles, California, mentre era insieme all'amico cameriere, anche lui vittima di omicidio, Ronald Goldman.

## Biografia
Nicole nacque il 19 maggio 1959 a Francoforte, nell'allora Germania Ovest, figlia di Juditha Anne, tedesca, e Louis Hezekiel Brown, americano. Frequentò il Rancho Alamitos High School di Garden Grove, in California, e la Dana Hills High School di Dana Point. Conobbe O. J. Simpson nel 1977 quando lavorava come cameriera al nightclub "The Daisy" di Los Angeles. Anche se O. J. era ancora sposato con la sua prima moglie Marguerite Whitley, i due iniziarono a frequentarsi, finché nel marzo del 1979 Simpson divorziò dalla prima moglie. Nicole e O. J. Simpson si sposarono il 2 febbraio del 1984, cinque anni dopo il ritiro di O. J. dal football professionistico. Il matrimonio durò sette anni, durante i quali O. J. fu accusato di abusi coniugali nel 1989. Nicole chiese il divorzio che fu ufficiale il 25 febbraio 1992, definendo nelle cause "differenze inconciliabili".

## Morte
La sera del 12 giugno 1994, all'età di 35 anni, Nicole Brown Simpson fu assassinata a pugnalate nella sua casa di Los Angeles, mentre era in compagnia dell'amico cameriere Ron Goldman, anch'egli assassinato. O. J. Simpson fu arrestato e giudicato non colpevole in un assai controverso processo il 3 ottobre 1995. Era difeso dal suo avvocato e amico Robert Kardashian. Venne poi giudicato colpevole delle morti nella causa civile intentata dalle famiglie delle vittime due anni dopo.